# Danza en el Antiguo Egipto

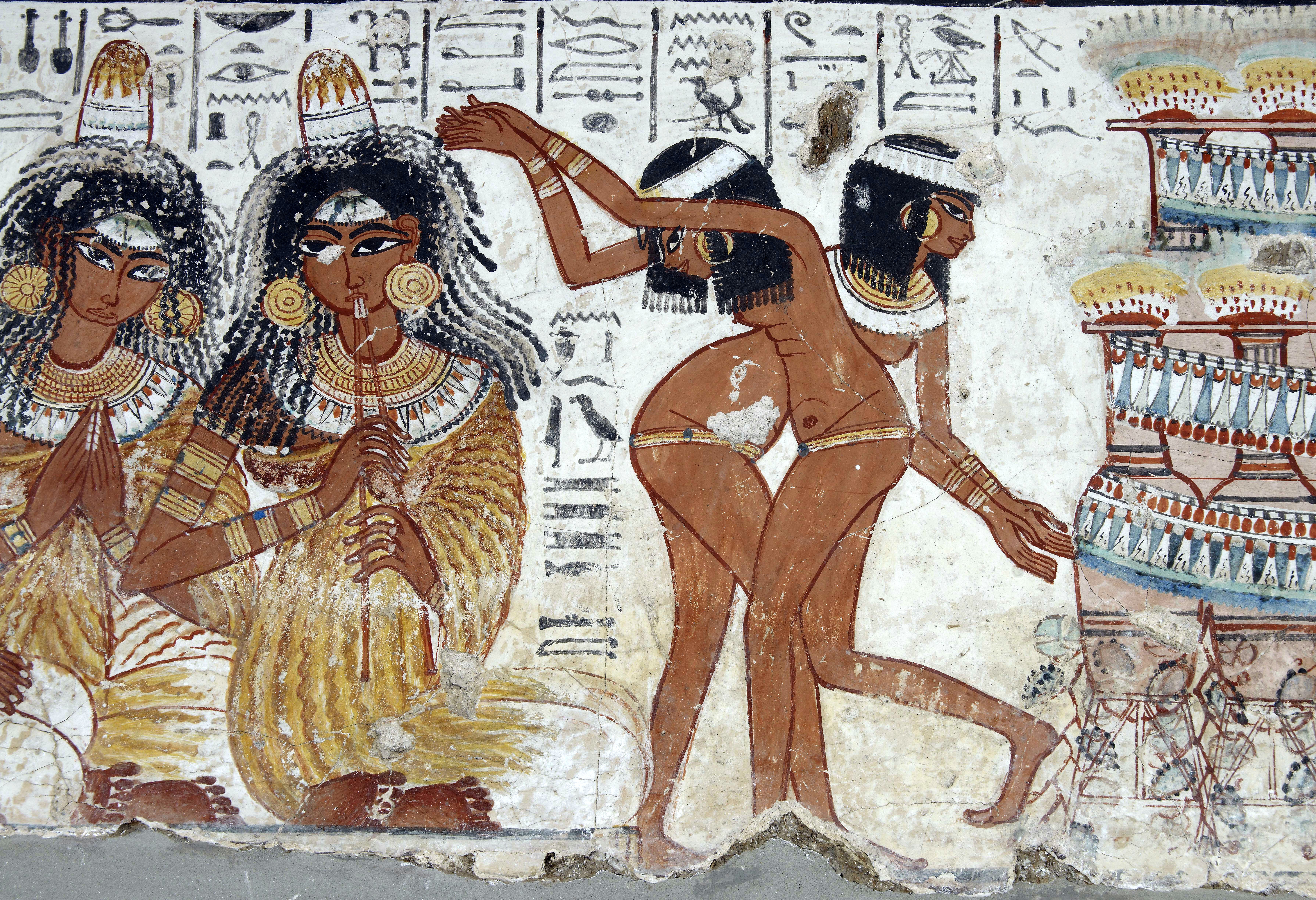
Música y baile en el antiguo Egipto

La danza ocupaba un papel central en la vida de los antiguos egipcios, a pesar de que niños y mujeres nunca han sido representados bailando juntos."Music & Dance{cite web |title=Music & Dance |url=http://www.panhistoria.com/www/AncientEgyptianVirtualTemple/ |publisher=Ma'at Publishing |accessdate=2018-11-04}}</ref>  En el Reino Antiguo el trf era un baile que realizaban un par de hombres . Los grupos de baile actuaban en cenas, banquetes, pensiones e incluso templos religiosos. Algunas mujeres provenientes de harenes pudientes eran instruidas en la música y la danza y actuaban para la realeza acompañadas de músicos hombres que tocaban la guitarra, la lira y el arpa. Sin embargo, ningún egipcio de clase alta bailaba en público, pues esto era un privilegio reservado a las clases bajas. Los egipcios adinerados poseían esclavos que brindaban entretenimiento en los banquetes y placenteras diversiones a sus amos.